# І Сін
І Сін (кит. 行, 683 — 727) — китайський астроном, математик, буддистський чернець часів династії Тан.

## Життєпис
Народився у 683 році в окрузі Вейчжоу повіту Чанле (сучасний повіт Наньле провінції Хенань). Походив з аристократичної родини. Був онуком правителя наділу Сян. Стосовно особистого життя мало відомостей. За деякий відомостями після отримання гарного навчання зацікавився буддизмом. Незабаром став буддистським монахом. Деякий час подорожував країною. Під кінець життя — 720-х роках — перебрався до столиці імперії Чан'ань, де став астрономом при імператорському дворі Сюань-цзуна. Помер у 727 році у Чан'ані.

## Діяльність
І Сін розробив календар Да янь (Велике розширення), впроваджений у 28 і описаний в книзі «Да-янь-лі» («Календар Великого розширення»). Працюючи над ним, він покращив формулу, запропоновану ще у 604 році Лю Чжо для фіксації першого дня місяця. І Сін зазначив, що видима швидкість Сонця була найвищою у два тижні, що наближаються до зимового сонцестояння. У календарі «Да янь» враховувалося, що час, за який Сонце проходить квадрант по екліптиці від зимового сонцестояння до весняного рівнодення, становить 88,89 дня, а час, за який воно проходить наступний квадрант, — 91,73 дня.
У 724 році з ініціативи І Сіна вперше в світі було здійснено вимірювання дуги меридіана, що супроводжувалося необхідними для цього вимірами земних відстаней. Ця робота була частиною його програми по створенню нового календаря. Для проведення вимірювань було вибрано 12 місць, куди були послані групи спеціально навчених астрономів, які вимірювали висоту Полярної зірки і довжину тіні гномона опівдні в дні обох рівнодень і обох сонцестоянь. Спостереження під керівництвом Наньгун Юе в області, що є тепер частиною провінції Хенань, виявилися найбільш значущими. На додаток до висот Полярної зірки і довжинам тіні гномона вони за допомогою шнура виміряли окремо відстані між містами Байма, Сюньі, Фугоу і Шанцай, які знаходилися приблизно на одній і тій же довготі.
Спираючись на ці дані, І Сін знайшов, що різниця між довжинами тіні гномона, встановлених відповідно у містах Байма і Шанцай, які розташовані один від одного на відстані 526 чі і 270 бу, була трохи більше двох цуней (1 лі = 300 бу; 1 бу = 5 чі; 1 цунь = 1/10 чі). Тим самим була спростована теорія з «Чжоу бі суань цзин» («Канон розрахунку чжоуского гномона»), згідно з якою різниця в довжині тіні гномона в один цунь відповідає відстані на поверхні Землі в тисячу лі. Цінність роботи І Сіна по вимірюванню дуги меридіана полягає не тільки в тому, що вона поклала кінець неправильним традиційним уявленням, але і в тому, що в ній вперше було об'єднано вимір широт і географічних відстаней. Тим самим І Сін відкрив шлях подальшим дослідженням в цьому напрямку, що призвів до сучасної астрономічної геодезії та створенню більш досконалого календаря.
І Сін разом зі своїм помічником Лян Лин-цзан побудував арміллярну сферу, на якій вичерпалось прагнення до ускладнення такого типу астрономічних інструментів. На відміну від попередніх в ній було додатково використано екліптично встановлене кільце небесної широти. В цілому вона складалася з семи різних кілець.
У 725 році І Сін і Лян Лінцзан виготовили бронзовий небесний глобус, на поверхні якого були викарбувани зображення сузір'їв і небесного екватора. Пристрій наводився у дію водою і робив повний оберт за добу, точно погоджуючи свій рух з реальним рухом небесних світил. З приводом з'єднувалися два зубчастих кільця, що розташовувалися навколо небесного глобуса. На одному з них брало був встановлений кулька, що позначав Сонце, а на іншому — Місяць. При обертанні небесного глобуса на один оберт Сонце переміщувалося у зворотному напрямку на один китайський градус, а Місяць — на 13 7/9. Крім того, до глобусу були приєднані за допомогою системи зубчастих передач дві дерев'яні фігури. Одна з них через кожні чверть години автоматично вдаряла по барабану, а ін кожну годину виробляла удар у дзвін. Була отримана комбінація астрономічного інструменту і годинника. При цьому це були перші механічні годинники, хоча і з водяним приводом.